# Zernyia maroccana
Zernyia maroccana är en fjärilsart som beskrevs av Hans Reisser 1933. Zernyia maroccana ingår i släktet Zernyia och familjen mätare. Inga underarter finns listade i Catalogue of Life.